# Розмовний стиль мовлення
Розмо́вний стиль мо́влення — це стиль, який використовується в усному повсякденному спілкуванні у побуті, у родині.
Основне призначення розмовного стилю  — бути засобом невимушеного спілкування, живого обміну думками, з'ясування побутових стосунків.
У розмовному стилі відсутній попередній відбір мовного матеріалу. Вживаються разом із нейтральною лексикою, стилістично знижені мовні засоби: фразеологізми, діалектизми, жаргонізми тощо. Часто вживаються в розмовній мові вигуки, частки, вставні слова, неповні речення, повтори, неузгоджені словосполучення тощо[джерело?].
У розмовній мові велику роль відіграють невербальні засоби спілкування: міміка та жестикуляція.

## Використання
Сфера використання розмовного стилю — усне повсякденне спілкування в побуті, у родині.
Основне призначення — бути засобом впливу й невимушеного спілкування, жвавого обміну думками, судженнями, оцінками, почуттями, з'ясування виробничих[джерело?] і побутових стосунків.
Слід розрізняти неформальне й формальне спілкування. Перше — нерегламентоване, його мета і зміст значним чином визначаються особистими (суб'єктивними) стосунками мовців. Друге — зумовлене соціальними функціями мовців, отже, регламентоване формою і змістом.
Якщо звичайне спілкування попередньо не планують, не визначають його мету і зміст, то ділові контакти передбачають їхню попередню ретельну підготовку, визначення змісту, мети, прогнозування можливих висновків, результатів.
У повсякденній розмові мовці можуть зачіпати різні, здебільше не пов'язані теми, отже, їхнє спілкування має довільний інформативний характер.

## Особливості розмовного стилю
| Основні ознаки: - безпосередня участь у спілкуванні, - усна форма спілкування, - неофіційність стосунків (неформальна), - невимушеність спілкування, - непідготовленість до спілкування (неформальна), - уживання несловесних засобів (логічних наголосів, тембру, паузи, інтонації), - уживання позамовних чинників (ситуація, поза, рухи, жести, міміка), - емоційні реакції, - потенційна можливість відразу уточнити незрозуміле, закцентувати головне. | Основні мовні засоби: - емоційно-експресивне забарвлення (метафори, порівняння, синоніми тощо.), - суфікси суб'єктивного оцінювання (зменшено-пестливого забарвлення, зниженості), - прості, переважно короткі речення (неповні, обірвані, односкладові), - часте вживання різноманітних займенників, дієслів із двома префіксами (попо-, пона-, поза-), - специфічні фразеологізми, фольклоризми, діалектизми, просторічна лексика, скорочені слова, вигуки тощо, - заміна термінів розмовними словами (електропотяг — електричка, бетонна дорога — бетонка, залікова книжка — заліковка). |

Розмовний стиль має два підстилі:
- розмовно-побутовий,
- розмовно-офіційний.

Типові форми мовлення — усні діалоги та полілоги.
Норми розмовного стилю встановлюються не граматиками, як у книжних стилях, а звичаєм, національною традицією — їх відчуває і спонтанно обирає кожен мовець.